# Guido Corsini
Guido Corsini (Firenze, 1833 – Firenze, 1878) è stato uno scrittore italiano.

## Biografia
Guido Corsini, nato nel 1833 (non dalla omonima famiglia nobile), dopo avere viaggiato lungamente in gioventù, seguendo il padre in Spagna e a Cuba, rientrò in Italia stabilendosi a Firenze, ove ebbe un ruolo di rilievo soprattutto all'interno della commissione fiorentina incaricata di organizzare le celebrazioni del sesto centenario della nascita di Dante Alighieri.
Fu anche patriota, letterato e poeta: scrisse tra l'altro le odi Destino, Arte e Figlia. Membro di varie accademie, entrò in rapporto con numerosi esponenti della vita culturale del suo tempo, tra i quali Pietro Thouar. Morì a Firenze nel 1878. È ricordato anche come il fondatore della Croce Rossa fiorentina.

## Archivio
Il Fondo Guido Corsini, conservato presso la Biblioteca comunale Labronica Francesco Domenico Guerrazzi, a Livorno, contiene documentazione dal 1859 al 1871. Il Fondo, che comprende soprattutto lettere e manoscritti, fa parte della Collezione Bastogi; si tratta probabilmente di uno spezzone del vero e proprio archivio di Guido Corsini, che fu acquisito come Collezione G. Corsini; in tutta la Collezione Bastogi inoltre si trovano molte lettere a Guido Corsini, ripartite in base al nome del mittente.